# Формула-1 — Гран-прі Монако 2011
Гран-прі Монако 2011 (офіційно 2011 Formula 1 Monaco Grand Prix) — автогонка чемпіонату світу «Формули-1», яка пройшла 29 травня 2011 року на міській трасі Монте-Карло в Монако. Це була шоста гонка сезону 2011 Формули-1.

## Звіт

### Кваліфікація
На вільних заїздах в суботу Ніко Росберг і Вітантоніо Ліуцці серйозно пошкодили машини і механікам довелося попрацювати над їх відновленням до початку кваліфікації. Команда «Мерседес» вчасно завершила поставлене перед ними завдання, а Ліуцці на трасу не виїхав, як і його напарник Картікеян.
У першій кваліфікаційній сесії найшвидший час показав Льюїс Гамільтон — 1:15.207. З подальшої боротьби вибули гонщики «Хіспанії», «Верджин», «Лотуса» та Хайме Альгерсуарі.
Другу сесію всі гонщики провели на гумі SuperSoft, але попри це, різниця у часі між командами «Ред Булл», «Макларен», «Феррарі» та «Мерседес» виявилася досить великою. Протокол другої сесії знову очолив Льюїс Гамільтон — 1:14.275. З останньої третьої сесії вилетіли гонщики «Лотуса», «Форс Індії», «Торо Россо», «Рено», Рубенс Барікелло та Камуї Кобаясі.
Вперше за весь сезон Віталій Петров не пройшов до третього сегменту кваліфікації, його остаточне швидке коло перевершив Мальдонадо з команди «Вільямс», а другий пілот команди «Рено» Нік Гайдфельд показав невтішний 16 результат.
В останній сесії Себастьян Феттель, вже за першої спроби, показав найкращий результат — 1:13.556. За дві хвилини до завершення кваліфікації Серхіо Перес потрапив у аварію. Мексиканець втратив контроль над машиною на гальмуванні після виїзду з тунелю: С30 різко смикнуло вправо, вона врізалася в огорожу, а потім на високій швидкості перетнула зону безпеки поряд з шиканою і боком вдарилася в бар'єр, що розділяє трасу і бічну об'їзну дорогу. Після зупинки кваліфікації червоними прапорами, на місце аварії прибув медичний і технічний персонал для очищення траси від уламків і надання першої допомоги Пересу. Телеканали «Sky Sport» і «BBC» повідомили, що мексиканець притомний і може говорити. Трохи пізніше це підтвердила і пресслужба команди. Через 40 хвилин сесію було поновлено, а постраждалого пілота команди «Заубер» доставлено в медичний центр.
Після того як на трасі знову з'явилися зелені прапори, дев'ятьом гонщикам, що залишилися, не вдалося покращити свій час через недостатню кількість часу.

## Класифікація

### Вільні заїзди
| Сесія | № | Лідер             | Конструктор      | Ш | Час      | Погода        | Повітря °C | Траса °C |
| ----- | - | ----------------- | ---------------- | - | -------- | ------------- | ---------- | -------- |
| 1     | 1 | Себастьян Феттель | Red Bull-Renault | P | 1:16,619 | Сонячно, сухо | +24…26     | +32…39   |
| 2     | 5 | Фернандо Алонсо   | Ferrari          | P | 1:15,123 | Сонячно, сухо | +24…26     | +43…44   |
| 3     | 5 | Фернандо Алонсо   | Ferrari          | P | 1:14,433 | Сонячно, сухо | +22…23     | +35…43   |

### Кваліфікація
| Поз            | №  | Пілот             | Конструктор          | Частина 1 | Частина 2 | Частина 3 | Старт |
| -------------- | -- | ----------------- | -------------------- | --------- | --------- | --------- | ----- |
| 1              | 1  | Себастьян Феттель | Red Bull-Renault     | 1:15.606  | 1:14.277  | 1:13.556  | 1     |
| 2              | 4  | Дженсон Баттон    | McLaren-Mercedes     | 1:15.397  | 1:14.545  | 1:13.997  | 2     |
| 3              | 2  | Марк Веббер       | Red Bull-Renault     | 1:16.087  | 1:14.742  | 1:14.019  | 3     |
| 4              | 5  | Фернандо Алонсо   | Ferrari              | 1:16.051  | 1:14.569  | 1:14.483  | 4     |
| 5              | 7  | Міхаель Шумахер   | Mercedes             | 1:16.092  | 1:14.981  | 1:14.682  | 5     |
| 6              | 6  | Феліпе Масса      | Ferrari              | 1:16.309  | 1:14.648  | 1:14.877  | 6     |
| 7              | 3  | Льюїс Гамільтон   | McLaren-Mercedes     | 1:15.207  | 1:14.275  | 1:15.280  | 7     |
| 8              | 8  | Ніко Росберг      | Mercedes             | 1:15.858  | 1:14.741  | 1:15.766  | 8     |
| 9              | 12 | Пастор Мальдонадо | Williams-Cosworth    | 1:15.819  | 1:15.545  | 1:16.528  | 9     |
| 10             | 17 | Серхіо Перес      | Sauber-Ferrari       | 1:15.918  | 1:15.482  | без часу  | 10    |
| 11             | 10 | Віталій Петров    | Renault              | 1:16.378  | 1:15.815  |           | 11    |
| 12             | 11 | Рубенс Барікелло  | Williams-Cosworth    | 1:16.616  | 1:15.826  |           | 12    |
| 13             | 16 | Камуї Кобаясі     | Sauber-Ferrari       | 1:16.513  | 1:15.973  |           | 13    |
| 14             | 15 | Пол ді Реста      | Force India-Mercedes | 1:16.813  | 1:16.188  |           | 14    |
| 15             | 14 | Адріан Сутіл      | Force India-Mercedes | 1:16.600  | 1:16.121  |           | 15    |
| 16             | 9  | Нік Гайдфельд     | Renault              | 1:16.681  | 1:16.214  |           | 16    |
| 17             | 18 | Себастьєн Буемі   | Toro Rosso-Ferrari   | 1:16.358  | 1:16.300  |           | 17    |
| 18             | 20 | Хейккі Ковалайнен | Lotus-Renault        | 1:17.343  |           |           | 18    |
| 19             | 21 | Ярно Труллі       | Lotus-Renault        | 1:17.381  |           |           | 19    |
| 20             | 19 | Хайме Альгерсуарі | Toro Rosso-Ferrari   | 1:17.820  |           |           | 20    |
| 21             | 24 | Тімо Глок         | Virgin-Cosworth      | 1:17.914  |           |           | 21    |
| 22             | 25 | Жером Д'Амброзіо  | Virgin-Cosworth      | 1:18.736  |           |           | 22    |
| 107%: 1:20.471 |    |                   |                      |           |           |           |       |
| 23             | 22 | Нараїн Картікеян  | HRT-Cosworth         | без часу  |           |           | 231   |
| 24             | 23 | Вітантоніо Ліуцці | HRT-Cosworth         | без часу  |           |           | 241   |

1. ↑  На суботніх вільних заїздах Ніко Росберг і Вітантоніо Ліуцці серйозно пошкодили машини і за рішенням стюардів, згідно з правилом 107%, не потрапили до участі в гонки.

### Перегони
| Поз  | №  | Пілот             | Конструктор          | Кола | Час/Схід    | Старт | Очки |
| ---- | -- | ----------------- | -------------------- | ---- | ----------- | ----- | ---- |
| 1    | 1  | Себастьян Феттель | Red Bull-Renault     | 78   | 2:09:38.373 | 1     | 25   |
| 2    | 5  | Фернандо Алонсо   | Ferrari              | 78   | +1.138      | 4     | 18   |
| 3    | 4  | Дженсон Баттон    | McLaren-Mercedes     | 78   | +2.378      | 2     | 15   |
| 4    | 2  | Марк Веббер       | Red Bull-Renault     | 78   | +23.101     | 3     | 12   |
| 5    | 16 | Камуї Кобаясі     | Sauber-Ferrari       | 78   | +26.916     | 12    | 10   |
| 6    | 3  | Льюїс Гамільтон   | McLaren-Mercedes     | 78   | +27.210     | 9     | 8    |
| 7    | 14 | Адріан Сутіл      | Force India-Mercedes | 77   | +1 коло     | 14    | 6    |
| 8    | 9  | Нік Гайдфельд     | Renault              | 77   | +1 коло     | 15    | 4    |
| 9    | 11 | Рубенс Барікелло  | Williams-Cosworth    | 77   | +1 коло     | 11    | 2    |
| 10   | 18 | Себастьєн Буемі   | Toro Rosso-Ferrari   | 77   | +1 коло     | 16    | 1    |
| 11   | 8  | Ніко Росберг      | Mercedes             | 76   | +2 кола     | 7     |      |
| 12   | 15 | Пол ді Реста      | Force India-Mercedes | 76   | +2 кола     | 13    |      |
| 13   | 21 | Ярно Труллі       | Lotus-Renault        | 76   | +2 кола     | 18    |      |
| 14   | 20 | Хейккі Ковалайнен | Lotus-Renault        | 76   | +2 кола     | 17    |      |
| 15   | 25 | Жером Д'Амброзіо  | Virgin-Cosworth      | 75   | +3 кола     | 21    |      |
| 16   | 23 | Вітантоніо Ліуцці | HRT-Cosworth         | 75   | +3 кола     | 23    |      |
| 17   | 22 | Нараїн Картікеян  | HRT-Cosworth         | 74   | +4 кола     | 22    |      |
| 18   | 12 | Пастор Мальдонадо | Williams-Cosworth    | 73   | Аварія      | 8     |      |
| Схід | 10 | Віталій Петров    | Renault              | 67   | Зіткнення   | 10    |      |
| Схід | 19 | Хайме Альгерсуарі | Toro Rosso-Ferrari   | 66   | Зіткнення   | 19    |      |
| Схід | 6  | Феліпе Масса      | Ferrari              | 32   | Аварія      | 6     |      |
| Схід | 7  | Міхаель Шумахер   | Mercedes             | 32   | Двигун      | 5     |      |
| Схід | 24 | Тімо Глок         | Virgin-Cosworth      | 30   | Підвіска    | 20    |      |
| НС   | 17 | Серхіо Перес      | Sauber-Ferrari       | 0    | Струс мозку | НКВ   |      |

Примітки:
1. — Не зважаючи на зіткнення Пастора Мальдонадо з болідом Льюїса Гамільтона на 73 колі гонки в повороті «Sainte Devote», венесуелець був класифікований, оскільки пройшов понад 90% гоночної дистанції.

## Положення в чемпіонаті після Гран-прі
| Поз | Пілот             | Очки |
| --- | ----------------- | ---- |
| 1   | Себастьян Феттель | 143  |
| 2   | Льюїс Гамільтон   | 85   |
| 3   | Марк Веббер       | 79   |
| 4   | Дженсон Баттон    | 76   |
| 5   | Фернандо Алонсо   | 69   |

| Поз | Конструктор      | Очки |
| --- | ---------------- | ---- |
| 1   | Red Bull-Renault | 222  |
| 2   | McLaren-Mercedes | 161  |
| 3   | Ferrari          | 93   |
| 4   | Renault          | 50   |
| 5   | Mercedes         | 40   |

- Примітка: Тільки 5 позицій включені в обидві таблиці.